# Melati (ort i Indonesien)
Melati är en ort i Indonesien.   Den ligger i provinsen Yogyakarta, i den västra delen av landet, 400 km öster om huvudstaden Jakarta. Melati ligger 187 meter över havet och antalet invånare är 67 090.
Terrängen runt Melati är platt åt sydväst, men åt nordost är den kuperad. Runt Melati är det mycket tätbefolkat, med 2 915 invånare per kvadratkilometer. Närmaste större samhälle är Yogyakarta, 5,5 km söder om Melati. Omgivningarna runt Melati är en mosaik av jordbruksmark och naturlig växtlighet.